# Chlamydophila
Chlamydophila este un gen de bacterii Gram-negative a cărei taxonomie este controversată. Aparține familiei Chlamydiaceae.